# Silvio Tongiani
Silvio Tongiani (Massa, 28 agosto 1931 – Massa, 10 giugno 2018) è stato un politico italiano.

## Biografia
Nato a Massa nel 1931, esercitò la professione di geometra e fu iscritto al Partito Comunista Italiano, del quale divenne anche segretario provinciale.
Fu sindaco di Massa dal settembre 1975 all'agosto 1980, primo e unico sindaco comunista della città, ed è principalmente ricordato per il suo impegno nella costruzione delle case popolari.
Sposato con Nunzia Sabato, fu padre di quattro figli: Stefania, Mirella, Elisa e Giuseppe. Morì a Massa il 10 giugno 2018.